# 睡眠质量

## 睡眠质量量表
匹兹堡睡眠质量指数量表用来评判被试近一个月主观睡眠质量，于1989年由Buysse博士(美国匹兹堡大学医学中心精神科睡眠生物节律研究中心睡眠专家)等编制。该量表中文版被证明信效度良好 。

## 睡眠质量、情绪调节与情绪性进食的关系

### 睡眠质量与情绪性进食的关系
通过生理激素的分泌，睡眠质量会影响人体激素平衡，从而导致各种异常进食行为。例如，瘦素(Leptin)和食欲肽(Orexin)都是下丘脑大量分布的神经肽，前者是是一种食欲抑制因子，食欲肽是一种食欲促进因子。食欲肽增多可促进睡眠、提升对食物的渴望；食欲肽缺失能诱发发作性睡病 。食欲肽神经元在觉醒与快波睡眠状态时都异常活跃，它对睡眠与觉醒有重要的调控作用 。
然而，同样被划分为异常进食行为的情绪性进食，却并未得到研究重视。因此，本研究将探究睡眠质量与情绪性进食，而非简单的进食行为二者间的关系，并假设睡眠质量和情绪性进食之间存在相关关系。

### 睡眠质量与情绪调节的关系
睡眠的匮乏会影响生活中方方面面，比如工作表现、情绪甚至亲密关系。研究发现睡眠不足会导致人类皮质醇(Cortisol)水平的上升，皮质醇即常言的“压力荷尔蒙” 。皮质醇水平上升会显著地放大感知到的压力，让人显得情绪不稳、易怒以及易激惹(Irritable)，此外，长期睡眠不足会引起抑郁、焦虑及其他各种心理或情绪障碍 。
另外，睡眠剥夺对情绪的负面影响比对认知和运动性能的负面影响更强烈 。睡眠剥夺使个体的情绪和情绪的反应性降低，使个体的正性情绪体验减少，负性情绪体验增加  。Paterson等人 的研究也发现，睡眠剥夺会导致个体感受到更加强烈的负性情绪(愤怒、抑郁、害怕和疲惫)以及较少强度和频率的正性情绪(幸福和活力)。
人们普遍抱怨睡眠不足，并认为睡眠不足会降低情绪、情感的调节能力，进而对身心造成负面影响 ，情绪调节可能在情绪体验和睡眠质量的关系中具有重要的作用，例如，Hunt  的研究发现在令人沮丧的事件之后情绪的处理(调节)是应对烦躁的一个有效用的策略。有研究发现，情绪调节策略与睡眠之间存在一定的关系，睡眠剥夺影响大脑额前区的活跃水平 ，并能降低健康被试的情绪调节能力   ；较差的睡眠质量与更差的使用认知重评策略调节情绪的能力呈显著相关。
与健康个体相比，失眠患者更倾向于采用表达抑制(Cognitive Reappraisal)、少采用认知重评(Expression Suppression)的情绪调节方法 。大学生认知重评对睡眠质量有直接的显著影响，表达抑制对睡眠质量没有显著的影响 。由此，情绪调节可以通过对于调节策略的选择，影响个体的睡眠质量。更有研究表明，认知重评策略使用频率与睡眠质量之间呈显著正相关，用认知重评调节情绪的人更加容易有高质量睡眠，情绪调节策略的选择及使用频率对于睡眠质量有着预测作用 。

### 情绪调节与睡眠质量、情绪性进食的关系
研究结果表明，睡眠质量不能通过认知睡眠质量重评情绪调节的中介作用间接预测情绪性进食。这一结果的产生原因可能源于：
睡眠质量与认知重评相关不显著。展开来说，睡眠问题也可能损害个体使用情绪调节的策略选择和能力，睡眠不足影响个体使用高级认知过程对诱发情绪的事件进行认知改变和评价。研究发现，一周内睡眠质量差的被试，在观看悲伤的电影片段后使用认知重评策略的能力较差，因为认知重评依赖于认知控制。因此，在诱发情绪前提下，睡眠质量对认知重评有一定的影响。但本研究关注了日常生活状态而非情绪诱发状态下，睡眠质量与情绪调节的相关性，所以研究差异可以说明，日常生活中的睡眠质量与认知重评情绪调节策略不相关。
然而，Ochsner和Gross的研究发现认知重评不论是在短期还是在长期降低负性情绪时，都表现出较好的积极效果，具有灵活性和有效性 。因此在本研究中，认知重评作为一种有效的调节方式，具有积极的作用，对情绪性进食具有正向影响。
研究结果还表明，睡眠质量不能通过表达抑制情绪调节的中介作用间接预测情绪性进食。这一结果的产生原因可能源于：
日常生活中的睡眠质量与表达抑制情绪调节策略相关显著，睡眠质量对表达抑制有显著直接预测作用，大学生睡眠质量越差，使用表达抑制情绪调节策略频率越高，这与前人结论一致 。研究结果说明，睡眠不足会导致个体产生消极情绪或行为，但这些情绪或行为难以控制或得到有效调节，更多地是通过压抑、退缩的方式任其发展，并可能影响身心健康 。
研究发现，抑制积极的表达仅会减少不良情绪或行为的主观体验  ，抑制消极的表达不仅会增加消极情绪或行为的主观体验，反而会激活更大的生理反应，不利于消极行为的消退 ，也不利于情绪性进食行为的降低。
最后，被试的个人特质也可能会影响情绪性进食，抑制力强大的个体不一定通过情绪调节的方式也能够很好的控制自己的进食状态。也有研究表明些经历强烈负性情绪并难以调节的个体，可能冲动性地采取行动(如暴食)来缓解情绪困扰 ，从而表现为情绪性进食，这一假设需要后续研究进行补充论证。